# (2981) Chagall
(2981) Chagall – planetoida z grupy pasa głównego asteroid okrążająca Słońce w ciągu 5 lat i 227 dni w średniej odległości 3,16 j.a. Została odkryta 2 marca 1981 roku w Siding Spring Observatory w Australii przez Schelte Busa. Nazwa planetoidy pochodzi od Marca Chagalla (1887-1985), żydowskiego pochodzenia malarza i grafika. Przed nadaniem nazwy planetoida nosiła oznaczenie tymczasowe (2981) 1981 EE20.